# Davejean
Davejean é uma comuna francesa na região administrativa de Occitânia, no departamento de Aude. Estende-se por uma área de 13,36 km². Em 2010 a comuna tinha 120 habitantes (densidade: 9 hab./km²).